# Новые Попешты
Новые Попешты (рум. Popeștii Noi, Попештий Ной) — село в Дрокиевском районе Молдавии. Наряду с селом Петрены входит в состав коммуны Петрены.

## География
Село расположено на высоте 131 метров над уровнем моря.

## Население
По данным переписи населения 2004 года, в селе Новые Попешты проживает 102 человека (47 мужчин, 55 женщин).
Этнический состав села:
| Национальность | Число жителей | Процентный состав |
| -------------- | ------------- | ----------------- |
| молдаване      | 102           | 100.0             |
| Всего          | 102           | 100%              |